# 1979 في إيطاليا
فيما يلي قوائم الأحداث التي وقعت خلال عام 1979 في إيطاليا.

## سياسة

### تعيين في المنصب
- 20 يونيو – نيلدي يوتي رئيس مجلس النواب الإيطالي [الإنجليزية]‏.
- 4 أغسطس – فرانشيسكو كوسيغا رئيس وزراء إيطاليا.

### انتهاء فترة المنصب
- 20 مارس – رومانو برودي وزير التنمية الاقتصادية ‏.
- 4 أغسطس – جوليو أندريوتي رئيس وزراء إيطاليا.

## أفلام
من الأفلام التي صدرت هذه السنة في إيطاليا:
- 1 يناير – كاليغولا من إخراج بوب غوتشيواني، تينتو براس.

## كتب
من الكتب التي صدرت هذه السنة في إيطاليا:
- 1 يناير – لو أن مسافرا في ليلة شتاء من تأليف إيتالو كالفينو.

## مواليد

### يناير
- 5 يناير – جوزيبي جيبيليسكو منافِس أوليمبي إيطالي.
- 7 يناير – ماركو موردينتي لاعب كرة سلة إيطالي.
- 9 يناير – دانييلي كونتي لاعب كرة قدم إيطالي.
- 10 يناير – فرانسيسكا بيتشينيني لاعبة كرة طائرة إيطالية.

### فبراير
- 4 فبراير – جيورجيو بانتانو سائق سيارة سباق إيطالي.
- 16 فبراير – فالنتينو روسي
- 21 فبراير – أليساندرو موتي لاعب كرة مضرب إيطالي.
- 27 فبراير – ألبا رورفاكر ممثلة إيطالية.

### مارس
- 2 مارس – فرانشيسكو تافانو لاعب كرة قدم إيطالي.
- 12 مارس – ريس كويرو ممثل أمريكي.
- 16 مارس – ستيفانو زاكيرولي
- 20 مارس – ريكاردو بونيتو لاعب كرة قدم إيطالي.
- 25 مارس – باولو كاستيليني لاعب كرة قدم إيطالي.
- 25 مارس – ماتيو كارارا درّاج طريق إيطالي.
- 28 مارس – ستيفانو سورنتينو لاعب كرة قدم إيطالي.

### أبريل
- 5 أبريل – تشيزاري ناتالي لاعب كرة قدم إيطالي.
- 12 أبريل – سيرجيو بيليسييه لاعب كرة قدم إيطالي.
- 12 أبريل – ماركو مارتيني لاعب كرة قدم إيطالي.
- 17 أبريل – جوسي فيريري
- 22 أبريل – أندريا بارولا لاعب كرة قدم إيطالي.

### مايو
- 8 مايو – غينارو ساردو لاعب كرة قدم إيطالي.
- 19 مايو – أندريا بيرلو لاعب كرة قدم إيطالي.

### يونيو
- 9 يونيو – داريو داينيلي لاعب كرة قدم إيطالي.
- 13 يونيو – ماورو إسبوزيتو لاعب كرة قدم إيطالي.
- 27 يونيو – فابريتسيو ميكولي لاعب كرة قدم إيطالي.

### يوليو
- 23 يوليو – أليساندرو أغوستيني لاعب كرة قدم إيطالي.

### أغسطس
- 22 أغسطس – جيوزيبي ماسكارا لاعب كرة قدم إيطالي.

### سبتمبر
- 6 سبتمبر – ماسيمو مكاروني لاعب كرة قدم إيطالي.
- 15 سبتمبر – لورنزو بيرنوكسي درّاج طريق إيطالي.
- 22 سبتمبر – روبرتو سافيانو
- 25 سبتمبر – ميشيل سكاربوني درّاج طريق إيطالي.

### أكتوبر
- 19 أكتوبر – ماتيو غامبا
- 30 أكتوبر – مانويل كوينزياتو درّاج طريق إيطالي.

### نوفمبر
- 6 نوفمبر – أليساندرو بلان درّاج طريق إيطالي.
- 9 نوفمبر – سالفاتوري براون لاعب كرة قدم إيطالي.
- 13 نوفمبر – ريكاردو سكامارشيو ممثل إيطالي.
- 21 نوفمبر – فينتشينزو ياكوينتا لاعب كرة قدم إيطالي.
- 22 نوفمبر – كريستيان تيرليزي لاعب كرة قدم إيطالي.

### ديسمبر
- 17 ديسمبر – روساريا كونسول منافِسة أوليمبية إيطالية.
- 19 ديسمبر – إيمانويل بلاندامورا ملاكم إيطالي.

## وفيات

### يناير
- 9 يناير – بيير لويجي نيرفي (مواليد 1891)
- 9 يناير – لياندرو ريمونديني (مواليد 1917) لاعب ومدرب كرة قدم إيطالي.
- 28 يناير – بول نيري (مواليد 1917) درّاج طريق فرنسي.

### فبراير
- 20 فبراير – نيريو روكو (مواليد 1912) لاعب ومدرب كرة قدم إيطالي.

### أبريل
- 10 أبريل – نينو روتا (مواليد 1911) ملحن إيطالي.
- 17 أبريل – باولو باريزون (مواليد 1936) لاعب كرة قدم إيطالي.
- 19 أبريل – غوليلمو سيجاتو (مواليد 1906) درّاج طريق إيطالي.
- 22 أبريل – آميديو بيافاتي (مواليد 1915) لاعب كرة قدم إيطالي.

### مايو
- 2 مايو – جوليو ناتا (مواليد 1903) كيميائي إيطالي.

### أغسطس
- 3 أغسطس – إنريكو سالا (مواليد 1891) درّاج طريق إيطالي.
- 21 أغسطس – جوزيبي مياتزا (مواليد 1910) لاعب ومدرب كرة قدم إيطالي.

### سبتمبر
- 16 سبتمبر – جيو بونتي (مواليد 1891) مهندس معماري إيطالي.
- 24 سبتمبر – فاسكو بيرجاماشي (مواليد 1909) درّاج طريق إيطالي.

### نوفمبر
- 23 نوفمبر – أوريليو مينيجازي (مواليد 1900) درّاج طريق إيطالي.